# Viola
A viola erudita (também chamada viola de arco, violeta ou alto) é um instrumento musical da família do violino (de arco e quatro cordas), assemelhando-se visualmente a este, inclusive na maneira de se tocar. No entanto, possui um som mais encorpado, doce, menos estridente e mais grave, sendo o seu registo intermédio entre o violino e o violoncelo. Além destes três instrumentos, a família dos instrumentos de cordas friccionadas é composta também pelo contrabaixo.
Assim como outros instrumentos de cordas, as violas também podem ser amplificadas eletronicamente. É amplamente utilizada na música popular, no jazz e no rock, mas sua utilização mais comum é na música clássica, principalmente em naipes de cordas de orquestras, ou em formações camerísticas como o quarteto de cordas.

## Timbre
A viola de arco é o instrumento que mais se assemelha com a voz humana, seu timbre faz a voz contralto, enquanto o violino faz a voz soprano, o violoncelo a voz tenor e o contrabaixo a voz baixo. Com suas quatro cordas afinadas em lá, ré, sol e dó, a viola possui um poder expressivo de acento suave, recolhido e melancólico.
Compositores clássicos, românticos e modernos, apreciando as qualidades extremamente emotivas deste instrumento, escreveram obras muito importantes como concertos, sonatas e suítes.

## Origem

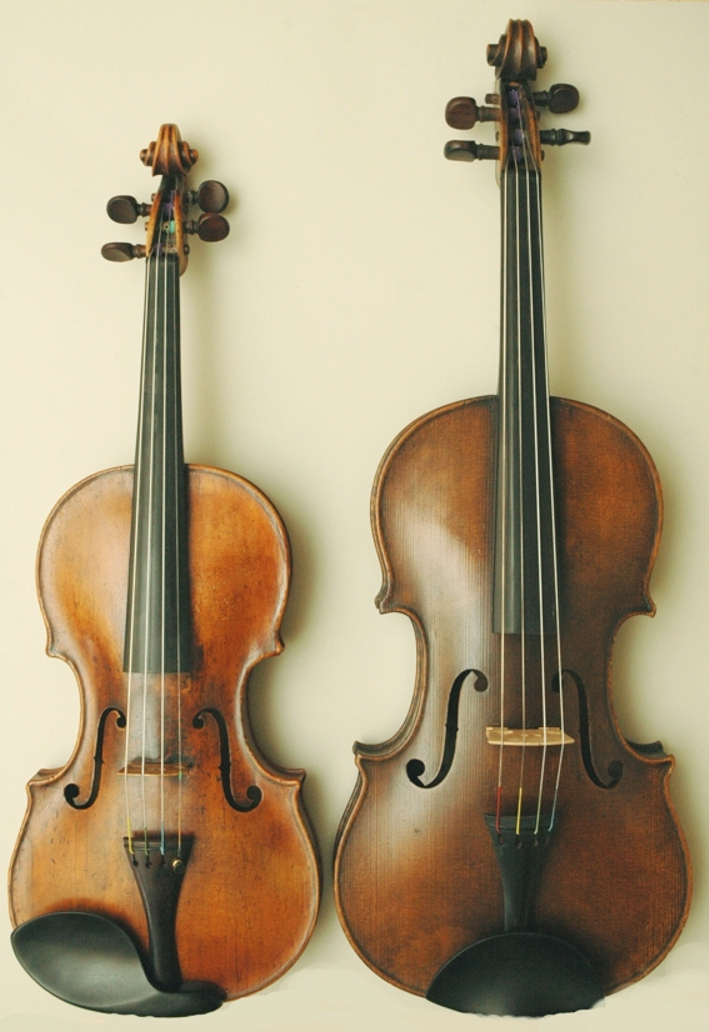
Comparação entre o violino (esquerda) e a viola (direita)

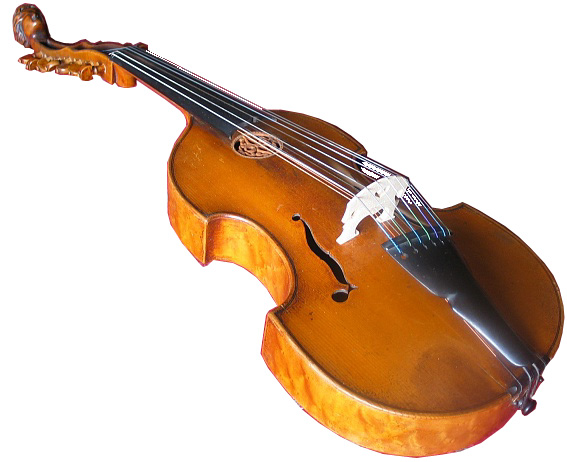
A viola d'amore

A viola foi criada entre os séculos XIV e XV, tendo como primeira publicação relativa a Régola Rubertina em 1543 por Ganassi del Fontego. A viola como é conhecida hoje possivelmente surgiu a partir da viola d'amore.
Tem tamanho pouco maior que o violino e também arco com tamanho e peso diferente do violino. Porém, para se tocar o instrumento adota-se técnica praticamente idêntica.
A viola é um dos instrumentos que utilizam a clave de dó (na terceira linha) e em regiões muito agudas utiliza a clave de sol. Possui extensão de 128 Hz a 1.280 Hz. Representação das notas das cordas soltas:

A palavra viola foi utilizada por muito tempo (antes do século XVI) para identificar genericamente qualquer instrumento de arco. Até fins do século XVl, havia mais de dez instrumentos com o nome de viola: viola da braccio, viola da bastarda, viola d'amore, viola da gamba, etc.
A viola como é conhecida hoje evoluiu da viola da gamba (do italiano: "viola de perna") para a viola da braccio ("viola de braço"). Na lingua alemã, por exemplo, a viola é conhecida como Bratsche, que é uma corruptela de braccio, que era tocada apoiada pouco abaixo do ombro, no peito.
A partir de meados do século XVII, as famílias Amati, Guarneri e Stradivarius passaram a produzir violas mais semelhantes às atuais. As diferenças entre os timbres da viola e do violino são claramente audíveis na Sinfonia Concertante (K.364) de Mozart.
Na música de câmara, a viola sempre teve papel fundamental e faz parte da formação tradicional do quarteto de cordas.

## Execução
A execução mais comum é a fricção do arco nas cordas. A técnica é a mesma do violino, por isso os dois instrumentos podem ser confundidos por leigos, porém a viola é ligeiramente maior, além de mais grave. Antes de tocar o instrumento, o violista passa sobre a crina do arco uma resina chamada breu, que tem o efeito de produzir o atrito entre os fios da crina e as cordas, gerando o som. O som produzido pelas cordas é transmitido ao corpo oco da viola, denominado caixa de ressonância, pela alma, um cilindro de madeira que fica dentro do corpo da viola, aproximadamente em baixo do lado direito do cavalete. A alma liga, mecânica e acusticamente, o tampo superior ao inferior da viola, fazendo com que o som vibre por todo o seu corpo. 
Pronação
A pronação é o movimento em que o violista pressiona o dedo indicador no arco (rotacionando o antebraço para o lado esquerdo, gerando pressão no dedo indicador), aliviando a pressão exercida pelo dedo mínimo. Este movimento acarretará uma maior intensidade do som.
Supinação
A supinação é o movimento em que se pressiona o dedo mínimo no arco (rotacionando o antebraço para o lado direito) aliviando a pressão do dedo indicador, fazendo com que o som seja menos intenso. Não se faz, todavia, pressão com o dedo mínimo, pois o próprio peso do talão é suficiente para com a intensidade do som.

## Técnicas de arco
- Pizzicato (beliscado): os violistas nem sempre usam o arco quando tocam. O pizzicato consiste em tocar as cordas com os dedos, dando pequenos puxões ou beliscadas. Raramente o pizzicato se estende pela melodia inteira, e quando se lê na partitura a palavra arco os executantes interrompem o pizzicato e voltam a usar o arco.
- Col legno (com a madeira): o arco é segurado de lado, de forma que a madeira do arco toque as cordas, produzindo um curioso efeito rangente. Aparece no começo de Marte, o Mensageiro da Guerra, da suíte de Holst Os Planetas.
- Vibrato (vibrado): uma das importantes técnicas de instrumentos de cordas. Existem 3 tipos de vibrato: o de dedo, o de punho e o de braço. Consiste em fazer o som vibrar, formando uma flutuação mínima na afinação da nota, para cima e para baixo. O vibrato de dedo é para passagens mais rápidas. O de punho é o mais comum, e o de braço é para expressar com certa força, paixão, drama no trecho. É usado sobretudo em notas longas.
- Corda dupla: significa tocar, ao mesmo tempo, em duas, três cordas ou até mesmo quatro cordas, e consequentemente duas, três ou quatro notas (sob a forma de acordes), de uma só vez. É possível tocar três ou quatro cordas simultaneamente, sob a forma de acordes, porém pode-se sustentar apenas duas adjacentes.
- Harmônicos ou Flautato: notas suaves produzidas pelo toque muito leve com a polpa dos dedos em pontos estratégicos sobre a corda. Assemelham-se às notas da flauta e são usadas com mais freqüência na música moderna.
- Glissando (deslizando): o instrumentista escorrega o dedo sobre a corda, tocando todas as notas dentro do intervalo tocado, o que permite que todos os sons interpostos sejam ouvidos. Os glissandos aparecem quase exclusivamente nas músicas do século XX.
- Sul ponticello (sobre o cavalete): indica que o instrumentista deve passar o arco próximo ao cavalete, o que origina um som de timbre brilhante e estridente.
- Sul tasto (sobre o espelho): indica que o instrumentista deve tanger o arco próximo ao espelho, o que origina um timbre velado e mais melado.

## A "MacDonald" Stradivarius.
Uma das peças feitas pelo famoso luthier Antonio Stradivari em sua época áurea (1700–1720), foi a leilão em 2014. Sua avaliação inicial era de 45 milhões de dólares (43 milhões de euros). Caso tivesse sido vendida, teria se tornado o instrumento mais caro da história. Anteriormente, em 1964, havia sido vendida por 81 mil dólares à empresa holandesa Philips para o famoso violista Peter Schidlof (violista do 'Amadeus Quartet') e permaneceu com ele até sua morte em 1987. Apenas dez violas de Stradivari sobreviveram aos dias atuais em bom estado de conservação.

## Obras famosas
- Sonatas para viola e piano (J. Brahms)
- Duo para viola e violoncelo (Beethoven)
- Sinfonia concertante, para violino, viola e orquesta (Mozart)
- 'Sonatas para viola e piano (Rebecca Clarke)
- Concerto para viola (B. Bartók)
- Haroldo na Itália (Harold en Italie/ Harold in Italy) (H. Berlioz)
- Sexto Concerto de Brandemburgo (J. S. Bach)
- Concerto para viola em Dó menor (J. C. Bach). (Filho de J. S. Bach)
- Peça de concerto para viola e piano (G. Enescu)
- Elegia, op. 44 (A. K. Glazunov)
- Sonata para viola e piano em ré menor (M. Glinka)
- Der Schwanendreher, para viola e orquestra (P. Hindemith)
- Trauermusik (P. Hindemith)
- Três sonatas para viola solo e três com piano (P. Hindemith)
- Trio para viola, clarineta e piano (Mozart)
- Três suites para viola solo, op. 131 (Max Reger)
- Sonata para piano e viola, op. 147 (D. Shostakovich)
- Sonata Arpeggione (F. Schubert) (originalmente para arpeggione)
- Märchenbilder, para viola e piano, op. 113 (R. Schumann)
- Concerto para viola (C. Stamitz)
- Don Quixote (Richard Strauss.(importante solo de viola)
- Concerto em sol maior (G. P. Telemann)
- Concerto para viola (W. Walton)
- Capricho para viola solo (Henri Vieuxtemps)
- Concerto para viola (Sofia Gubaidulina)
- Passacaglia Concerto Viola e Violino (Händel)